# ОШ „Сретен Лазаревић” Прилике
ОШ „Сретен Лазаревић” Прилике, основана је 1873. године. Школа носи име по Сретену Лазаревићу, првом учитељу који је у три наврата службовао, у периоду од 1874. до 1877. године.

## Сретен Лазаревић
Сретен Лазаревић је рођен 1853. године у селу Врањани код Пожеге. Залагао се за нов, савременији приступ раду са децом и реформу школства. Трудио се да и пером разагна духовну помрчину, пишући у тадашњим новинама и стручним часописима, потписујући се само псеудонимом „Испод Грдовића”. Био је и на мети сатиричног пера Стевана Сремца у приповеци „Луминација на селу”. Био је на мети и властима, често су га премештали из школе у школу. Затим је поново дошао 1883. године, па је наставио да ради у Јошаници, Хомољу, Косјерићу, Ариљу, Белосавце, Јежевици, Мрчајевцима, Стрмцу, Карану и два пута је био учитељ у Пожеги. На почетку 20. века, долази у Прилике и ту се коначно смирује. Умро је 1903. године и сахрањен је на Приличком гробљу. Поред њега касније ће почивати његова супруга и син.